# Kathrin Haacker
Kathrin Haacker (Wismar 3 april 1967) is een Duits roeister.
Haacker won in 1988 olympisch goud met de Oost-Duitse acht. Haacker werd een jaar later in het Joegoslavisch Bled wereldkampioen in de twee-zonder. Haacker won in 1992 voor het herenigde Duitsland de bronzen medaille in de acht. Haacker werd in 1994 wereldkampioen in de acht. Haacker eindigde tijdens de Olympische Zomerspelen 1996 als vierde in de twee-zonder.

## Resultaten

### Olympische Zomerspelen
| Jaar | Plaats    | Resultaten           |
| ---- | --------- | -------------------- |
| 1988 | Seoel     | in de acht           |
| 1992 | Barcelona | in de acht           |
| 1996 | Atlanta   | 4e in de twee-zonder |

### Wereldkampioenschappen roeien
| Jaar | Plaats       | Resultaten        |
| ---- | ------------ | ----------------- |
| 1986 | Nottingham   | in de twee-zonder |
| 1987 | Kopenhagen   | in de twee-zonder |
| 1989 | Bled         | in de twee-zonder |
| 1990 | Barrington   | in de vier-zonder |
| 1991 | Wenen        | in de vier-zonder |
| 1993 | Račice       | in de acht        |
| 1994 | Indianapolis | in de acht        |
| 1995 | Tampere      | 4e in de acht     |
| 1997 | Chambéry     | in de acht        |

1976: Goretzki & Knetsch & Richter & Ahrenholz & Kallies & Ebert & Lehmann & Müller & Wilke ·
1980: Boesler & Neisser & Köpke & Schütz & Kühn & Richter & Sandig & Metze & Wilke ·
1984: O'Steen & Metcalf & Bower & Graves & Flanagan & Norelius & Thorsness & Keeler & Beard ·
1988: Strauch & Zeidler & Haacker & Wild & Kluge & Schröer & Balthasar & Stange & Neunast ·
1992: Barnes & Taylor & Delehanty & Crawford & McBean & Worthington & Monroe & Heddle & Thompson ·
1996: Tănase & Cochelea & Gafencu & Spîrcu & Olteanu & Lipă & Popescu & Ignat & Georgescu ·
2000: Damian & Susanu & Olteanu & Cochelea & Dumitrache & Lipă & Gafencu & Ignat & Georgescu ·
2004: Florea & Susanu & Bărăscu & Papuc & Gafencu & Lipă & Damian & Ignat & Georgescu ·
2008: Cafaro & Cummins & Davies & Francia & Goodale & Lind & Logan & Shoop & Whipple ·
2012: Cafaro & Francia & Lofgren & Ritzel, Musnicki & Logan & Lind, Davies & Whipple ·
2016: Elmore & Gobbo & Logan & Musnicki, Polk & Regan & Schmetterling & Simmonds & Snyder ·
2020: Roman & Gruchalla-Wesierski & Roper & Proske & Grainger & Mailey & Payne & Wasteneys & Kit ·
2024: Rusu & Anghel & Bodnar & Lehaci & Adam & Bereș & Vrînceanu & Radiș & Petreanu